# Myosotis ramosissima subsp. globularis
Myosotis ramosissima subsp. globularis é uma subespécie de planta com flor pertencente à família Boraginaceae. 
A autoridade científica da subespécie é (Samp.) Grau, tendo sido publicada em Mitt. Bot. Staatssamml. München 7: 58 (1968).
Os seus nomes comuns são miosótis, miosótis-azul ou não-me-esqueças.

## Portugal
Trata-se de uma subespécie presente no território português, nomeadamente em Portugal Continental.
Em termos de naturalidade é nativa da região atrás indicada.

## Protecção
Não se encontra protegida por legislação portuguesa ou da Comunidade Europeia.